# بيل بيرس (مصور)
بيل بيرس (بالإنجليزية: Bill Pierce)‏ هو مصور ومحرر أمريكي، ولد في 1935 في واتربوري في الولايات المتحدة.

## وصلات خارجية
- بيل بيرس على موقع IMDb (الإنجليزية)